# Schotenmuschel
Die Schotenmuschel (Ensis siliqua), auch Große Schwertmuschel oder Schotenförmige Schwertmuschel genannt, ist eine Muschelart aus der Familie der Pharidae. Sie ist in der Nordsee eher selten.

## Merkmale
Das sehr lange, schmale und gleichklappige Gehäuse der Schotenmuschel wird bis zu 20 cm lang, die Höhe beträgt (bei 20 cm Länge) 2,8 cm, die Dicke 1 cm. Das ergibt ein Längen- zu Höhenverhältnis von etwa 7. Dorsal- und Ventralrand verlaufen fast parallel, der Dorsalrand ist fast gerade, der Ventralrand ist dagegen leicht gekrümmt. Das Gehäuse ist hinten auch etwas höher als vorne. Vorder- und Hinterende sind flach gerundet bis fast gerade und leicht schräg abfallend. Es ist stark ungleichseitig, die kleinen Wirbel liegen nahe dem Vorderende. Vorder- und Hinterende können nicht ganz geschlossen werden, sie klaffen ständig. Am Vorderende tritt der muskulöse Fuß heraus, am Hinterende die verhältnismäßig kurzen Siphonen. Die hintere Öffnung ist im Querschnitt eiförmig.
Das extern gelegene Ligament ist ein langes, schmales braunes bis schwarzes Band hinter den Wirbeln. Das Schloss weist in der rechten Klappe einen länglichen Kardinalzahn und einen horizontalen, länglichen, hinteren Lateralzahn auf. In der linken Klappe sitzen zwei zapfenförmige Kardinalzähne und zwei hintere, übereinander liegende, längliche Lateralzähne. Die Mantelbucht ist U-förmig. Es sind zwei Schließmuskeln vorhanden. Der vordere Schließmuskel ist länglich, liegt dorsal und erstreckt sich bis hinter das Ligament. Der hintere Schließmuskel ist dagegen klein und rundlich, und von der Mantelbucht abgesetzt. Der vordere Schließmuskel ist länger als das Ligament. Der Abstand der vorderen Schließmuskelnarbe vom dorsalen Gehäuserand entspricht ungefähr dem Abstand des hinteren Schließmuskel vom ventralen Gehäuserand.
Die Schale ist vergleichsweise dünn und spröde. Die Farbe variiert von schmutzigweiß, cremefarben bis grau mit einigen rötlichbraunen, blassvioletten oder blasspinkfarbenen Flecken und Bändern. Die Außenseite des Gehäuses zeigt randparallele Anwachslinien und Wachstumsunterbrechungen (gröbere Linien). Das glänzende, grünliche bis gelbbraune Periostracum wird zu den Rändern hin dunkler und bräunlich. Innen ist die Schale weißlich mit bläulicher oder violetter Tönung. Der Gehäuseinnenrand ist glatt.
Der Weichkörper ist graubraun mit einem gelblichen, zungenförmigen Fuß. Die Siphonen sind kurz und verwachsen; die Öffnungen sind mit fransigen Filamenten besetzt. An der Basis der Filamente sitzen in kleinen Gruben lichtempfindliche Pigmentflecken, die sehr empfindlich auf hell-dunkel und Bewegung reagieren. Beschattung veranlasst die Tiere, sich in das Sediment zurückzuziehen.

### Ähnliche Arten
In Ensis minor ist der hintere Schließmuskel dichter am Gehäuserand als der vordere Schließmuskel am dorsalen Gehäuserand.

## Geographische Verbreitung und Lebensraum
Die Schotenmuschel ist von Norwegen bis Marokko und im Mittelmeer verbreitet. Sie lebt eingegraben in feinem Sand oder siltigem Sand von der Gezeitenzone bis in etwa 70 m Wassertiefe. 
Die Tiere graben in feinem Sand oder siltigen Sand. In Lebensstellung stecken sie senkrecht mit Vorderende nach unten im Sediment. Unter Wasserbedeckung bleiben die Tiere immer dicht an der Sedimentoberfläche. Bei Niedrigwasser können sie sich aber bis zu einem halben Meter tief in das Sediment zurückziehen. 

## Fortpflanzung
Die Tiere sind getrenntgeschlechtlich. Sie gaben in der Umgebung von Plymouth (Südengland) im März/April ihre Geschlechtsprodukte ins freie Wasser ab. Die Eier sind mit 70 µm recht klein. Die Entwicklung erfolgt über eine Veliger-Larve, die bis etwa einen Monat im Plankton lebt, bevor sie zum Bodenleben übergeht. Die Tiere werden mit etwa drei Jahren geschlechtsreif und können bis 10 Jahre alt werden.

## Taxonomie
Die Art wurde schon von Carl von Linné erstmals als Solen siliqua beschrieben. Die Art wird heute allgemein anerkannt zur Gattung Ensis Schumacher, 1817 gestellt.

## Belege

### Online
- Marine Bivalve Shells of the British Isles: Ensis siliqua (Linnaeus, 1758) (Website des National Museum Wales, Department of Natural Sciences, Cardiff)
- Marine Species Identification Portal: Ensis siliqua (Linné, 1758)